# Miyako, Iwate

Miyako (宮古市 Miyako-shi?) este un municipiu din Japonia, prefectura Iwate.